# Gornja Lapaštica (Podujevo)
Pour l’article homonyme, voir Gornja Lapaštica.
Llapashticë e Epërme en albanais et Gornja Lapaštica en serbe latin (en serbe cyrillique : Горња Лапаштица) est une localité du Kosovo située dans la commune/municipalité de Podujevë/Podujevo, district de Pristina (Kosovo) ou district de Kosovo (Serbie). Selon le recensement kosovar de 2011, elle compte 2 363 habitants.

## Démographie

### Évolution historique de la population dans la localité
| 1948  | 1953  | 1961  | 1971  | 1981  | 1991  | 2011  |
| ----- | ----- | ----- | ----- | ----- | ----- | ----- |
| 1 651 | 1 639 | 1 819 | 2 062 | 2 001 | 2 299 | 2 363 |

|  |

### Répartition de la population par nationalités (2011)
En 2011, les Albanais représentaient 99,87 % de la population.